# Fed Cup 2015 – Americká zóna
Americká zóna Fed Cupu 2015 byla jednou ze tří zón soutěže, kterých se účastnily státy ležící v daných regionech, v tomto případě týmy ze států nacházejících se na americkém kontinentu. Do soutěže Americké zóny nastoupilo 19 družstev, z toho sedm účastníků hrálo v 1. skupině a dalších dvanáct pak ve 2. skupině. Součástí herního plánu byla také baráž.

## 1. skupina
- Místo konání: La Loma Sports Centre, San Luis Potosí, Mexiko (tvrdý, venku)
- Datum: 4.–7. února 2015
- Formát: Sedm týmů bylo rozděleno do dvou bloků A a B. První z nich měl tři a druhý čtyři účastníky. Vítězové obou bloků se utkali v zápase o postup do baráže o Světovou skupinu II pro rok 2016. Družstva, která se umístila na třetím a čtvrtém místě, sehrála zápasy o udržení. Třetí z bloku A se utkal se čtvrtým z bloku B a čtvrtý z bloku A pak se třetím z druhé podskupiny. Dva poražení sestoupili do 2. skupiny Americké zóny pro rok 2016.

### Bloky
|    | Blok A         | BRA | COL | CHI |
| 1. | Brazílie (2–0) |     | 2–1 | 3–0 |
| 2. | Kolumbie (1–1) | 1–2 |     | 2–1 |
| 3. | Chile (0–2)    | 0–3 | 1–2 |     |

|    | Blok B          | PAR | MEX | BOL | VEN |
| 1. | Paraguay (3–0)  |     | 2–1 | 3–0 | 3–0 |
| 2. | Mexiko (2–1)    | 1–2 |     | 2–1 | 3–0 |
| 3. | Bolívie (1–2)   | 0–3 | 1–2 |     | 2–1 |
| 4. | Venezuela (0–3) | 0–3 | 0–3 | 1–2 |     |

### Baráž
| Pořadí   | první tým | výsledek | druhý tým |
| -------- | --------- | -------- | --------- |
| Postup   | Brazílie  | 1–2      | Paraguay  |
| 3. místo | —         | —        | Mexiko    |
| Sestup   | Kolumbie  | 2–0      | Venezuela |
| Sestup   | Chile     | 0–2      | Bolívie   |

Výsledek
- Paraguay postoupila do baráže o účast ve Světové skupině II pro rok 2016
- Chile a Venezuela sestoupily do 2. skupiny Americké zóny pro rok 2016.

## 2. skupina
- Místo konání:: Centro Nacional de Tenis, Parque del Este, Santo Domingo, Dominikánská republika (tvrdý – Plexipave, venku)
- Datum: 24.–27. června 2015
- Formát: Dvanáct týmů bylo rozděleno do čtyř tříčlenných bloků A, B, C a D. Vítězové bloků A–C a B–D nastoupili k vzájemnému barážovému utkání o postup do 1. skupiny Americké zóny pro rok 2016. Další družstva na stejném pořadí v jednotlivých blocích sehrála zápas o konečné umístění.

### Bloky
|    | Blok A         | ECU | BAR | URU |
| 1. | Ekvádor (2–0)  |     | 3–0 | 3–0 |
| 2. | Barbados (1–1) | 0–3 |     | 2–1 |
| 3. | Uruguay (0–2)  | 0–3 | 1–2 |     |

|    | Blok B                  | TRI | CRC | BAH |
| 1. | Trinidad a Tobago (2–0) |     | 2–1 | 3–0 |
| 2. | Kostarika (1–1)         | 0–3 |     | 2–1 |
| 3. | Bahamy (0–2)            | 0–3 | 1–2 |     |

|    | Blok C                       | PER | DOM | HON |
| 1. | Peru (2–0)                   |     | 2–1 | 3–0 |
| 2. | Dominikánská republika (1–1) | 1–2 |     | 3–0 |
| 3. | Honduras (0–2)               | 0–3 | 0–3 |     |

|    | Blok D          | GUA | PUR | BER |
| 1. | Guatemala (2–0) |     | 2–1 | 3–0 |
| 2. | Portoriko (1–1) | 1–2 |     | 3–0 |
| 3. | Bermudy (0–2)   | 0–3 | 3–0 |     |

### Baráž
| Pořadí       | první tým         | výsledek | druhý tým              |
| ------------ | ----------------- | -------- | ---------------------- |
| Postup       | Ekvádor           | 2–0      | Guatemala              |
| Postup       | Trinidad a Tobago | 0–2      | Peru                   |
| 5.–8. místo  | Barbados          | 1–2      | Portoriko              |
| 5.–8. místo  | Kostarika         | 1–2      | Dominikánská republika |
| 9.–12. místo | Uruguay           | 3–0      | Honduras               |
| 9.–12. místo | Bahamy            | 2–1      | Bermudy                |

Výsledek
- Ekvádor a Peru postoupily do 1. skupiny Americké zóny pro rok 2016.